# Abraham Vita de Cologna
Abraham (Vita) de Cologna (Mantoue, 25 septembre 1755 – Trieste, 24 mars 1832), orateur et homme politique italien, fut grand-rabbin de France aux côtés de David Sintzheim et d'Emmanuel Deutz.

## Biographie
Tout en étant rabbin de Mantoue, Abraham Vita de Cologna fut élu député au Parlement du royaume d'Italie créé par Napoléon Ier, et en 1806 il siégea à l'assemblée des notables de Paris. Lors de l'instauration du Grand Sanhédrin en 1807, il en fut nommé le vice-président, puis il devint  membre du Consistoire central l'année suivante qu'il présida 1812 à 1826. À ce titre, on peut le considérer comme le second grand-rabbin de France après David Sintzheim. Il siégea plus tard au consistoire de Turin.
Il a laissé un recueil de sermons et d'essais.

### Sources
- Jewish Encyclopedia